# Formel 1-VM 1959
Formel 1-VM 1959 hade nio deltävlingar som kördes under perioden 10 maj-12 december. Här ingick Indianapolis 500-loppet 1959 som en av deltävlingarna. Förarmästerskapet vanns av australiern Jack Brabham och konstruktörsmästerskapet av Cooper-Climax.

## Vinnare
- Förare:  Jack Brabham, Australien, Cooper-Climax
- Konstruktör:  Cooper-Climax, Storbritannien

## Grand Prix 1959
| Grand Prix                 | Datum        | Bana         | Vinnande förare! Vinnande stall | Vinnande tillverkare |                    |   |
| -------------------------- | ------------ | ------------ | ------------------------------- | -------------------- | ------------------ | - |
| Monacos Grand Prix         | 10 maj       | Monte Carlo  | Jack Brabham                    | Cooper               | Cooper-Climax      | * |
| Indianapolis Grand Prix    | 30 maj       | Indianapolis | Rodger Ward                     | Leader Cards Inc     | Watson-Offenhauser | * |
| Nederländernas Grand Prix  | 31 maj       | Zandvoort    | Joakim Bonnier                  | BRM                  |                    | * |
| Frankrikes Grand Prix      | 5 juli       | Reims-Gueux  | Tony Brooks                     | Ferrari              |                    | * |
| Storbritanniens Grand Prix | 18 juli      | Aintree      | Jack Brabham                    | Cooper               | Cooper-Climax      | * |
| Tysklands Grand Prix       | 2 augusti    | Avus         | Tony Brooks                     | Ferrari              |                    | * |
| Portugals Grand Prix       | 23 augusti   | Monsanto     | Stirling Moss                   | R R C Walker         | Cooper-Climax      | * |
| Italiens Grand Prix        | 13 september | Monza        | Stirling Moss                   | R R C Walker         | Cooper-Climax      | * |
| USA:s Grand Prix           | 12 december  | Sebring      | Bruce McLaren                   | Cooper               | Cooper-Climax      | * |

## Grand Prix utanför VM 1959
| Grand Prix /Race       | Datum        | Bana        | Vinnande förare! Vinnande stall | Vinnande tillverkare |               |
| ---------------------- | ------------ | ----------- | ------------------------------- | -------------------- | ------------- |
| Glover Trophy          | 30 mars      | Goodwood    | Stirling Moss                   | R R C Walker         | Cooper-Climax |
| Aintree 200            | 18 april     | Aintree     | Jean Behra                      | Ferrari              |               |
| International Trophy   | 2 maj        | Silverstone | Jack Brabham                    | Cooper               | Cooper-Climax |
| International Gold Cup | 26 september | Oulton Park | Stirling Moss                   | R R C Walker         | Cooper-Climax |
| Silver City Trophy     | 10 oktober   | Snetterton  | Ron Flockhart                   | BRM                  |               |

## Stall, nummer och förare 1959
| Stall/Tillverkare                                                | Nummer                      | Förare                                 |
| ---------------------------------------------------------------- | --------------------------- | -------------------------------------- |
| A E Dean (Kuzma-Offenhauser)                                     | 10                          | A.J. Foyt, USA                         |
| Ace Garage-Rotherham (Cooper-Climax)                             | 44                          | Trevor Taylor, Storbritannien          |
| Alan Brown (Cooper-Climax)                                       | 50                          | Mike Taylor, Storbritannien            |
| Alan Brown (Cooper-Climax)                                       | 52                          | Peter Ashdown, Storbritannien          |
| Aston Martin                                                     | 2, 4, 10, 24                | Roy Salvadori, Storbritannien          |
| Aston Martin                                                     | 4, 5, 9, 26                 | Carroll Shelby, USA                    |
| BRM                                                              | 2, 6, 8, 10, 16             | Harry Schell, USA                      |
| BRM                                                              | 4, 6, 7, 9, 10, 18          | Joakim Bonnier, Sverige                |
| BRM                                                              | 4, 8, 20, 42, 44            | Ron Flockhart, Storbritannien          |
| BRP (BRM)                                                        | 2, 6                        | Stirling Moss, Storbritannien          |
| BRP (BRM)                                                        | 11                          | Hans Herrmann, Tyskland                |
| BRP (Cooper-Climax & Cooper-Borgward)                            | 34, 46                      | Ivor Bueb, Storbritannien              |
| BRP (Cooper-Climax & Cooper-Borgward)                            | 48                          | Chris Bristow, Storbritannien          |
| Bignotti-Bowes Racing (Kurtis Kraft-Offenhauser)                 | 7                           | Jud Larson, USA                        |
| Bignotti-Bowes Racing (Epperly-Offenhauser)                      | 33                          | Johnny Boyd, USA                       |
| Blanchard Automobile Co (Porsche)                                | 17                          | Harry Blanchard, USA                   |
| Bob Estes (Phillips-Offenhauser)                                 | 9                           | Don Branson, USA                       |
| Camoradi (Tec-Mec-Maserati)                                      | 15                          | Fritz d'Orey, Brasilien                |
| Chapman S Root (Kurtis Kraft-Offenhauser)                        | 48                          | Bobby Grim, USA                        |
| Connaught-Alta                                                   | 18                          | Bob Said, USA                          |
| Cooper-Climax                                                    | 1, 8, 12, 24                | Jack Brabham, Australien               |
| Cooper-Climax                                                    | 2, 3, 8, 9, 12, 16, 22      | Bruce McLaren, Nya Zeeland             |
| Cooper-Climax                                                    | 2, 3, 9, 10, 14, 26         | Masten Gregory, USA                    |
| Cooper-Climax                                                    | 10                          | Giorgio Scarlatti, Italien             |
| David Fry (Fry-Climax)                                           | 60                          | Mike Parkes, Storbritannien            |
| Dennis Taylor (Lotus-Climax)                                     | 62                          | Dennis Taylor, Storbritannien          |
| Dorchester Service Station (Lotus-Climax)                        | 64                          | David Piper, Storbritannien            |
| ENB (Cooper-Climax)                                              | 10                          | Lucien Bianchi, Belgien                |
| ENB (Cooper-Climax)                                              | 12                          | Alain de Changy, Belgien               |
| Ecurie Bleue (Cooper-Climax)                                     | 19                          | Harry Schell, USA                      |
| Ecurie Maarsbergen (Porsche)                                     | 15                          | Carel Godin de Beaufort, Nederländerna |
| Ernest L Ruiz (Christensen-Offenhauser)                          | 24                          | Jack Turner, USA                       |
| Federal Auto Associates (Kurtis Kraft-Offenhauser)               | 65                          | Bob Christie, USA                      |
| Federal Auto Associates (Kurtis Kraft-Offenhauser)               | 66                          | Jimmy Daywalt, USA                     |
| Ferrari                                                          | 1, 30, 46                   | Jean Behra, Frankrike                  |
| Ferrari                                                          | 2, 4, 14, 24, 30, 50        | Tony Brooks, Storbritannien            |
| Ferrari                                                          | 3, 5, 15, 26, 32, 48        | Phil Hill, USA                         |
| Ferrari                                                          | 3, 16, 17, 34, 52           | Cliff Allison, Storbritannien          |
| Ferrari                                                          | 4                           | Wolfgang von Trips, Tyskland           |
| Ferrari                                                          | 6, 16, 28, 36               | Dan Gurney, USA                        |
| Ferrari                                                          | 22, 38                      | Olivier Gendebien, Belgien             |
| Fred Gerhardt (Kurtis Kraft-Offenhauser)                         | 45                          | Paul Russo, USA                        |
| George Salih (Epperly-Offenhauser)                               | 6                           | Jimmy Bryan, USA                       |
| George Walther Jr (Sutton-Offenhauser)                           | 77                          | Mike Magill, USA                       |
| Gilby Engineering (Cooper-Climax)                                | 54                          | Keith Greene, Storbritannien           |
| H H Johnson (Kuzma-Offenhauser)                                  | 57                          | Al Keller, USA                         |
| Harry Dunn (Dunn-Offenhauser)                                    | 89                          | Al Herman, USA                         |
| High Efficiency Motors (Cooper-Climax & Cooper-Maserati)         | 12, 16, 38                  | Roy Salvadori, Storbritannien          |
| High Efficiency Motors (Cooper-Climax & Cooper-Maserati)         | 22, 38                      | Jack Fairman, Storbritannien           |
| J S Donaldson (Kurtis Kraft-Offenhauser)                         | 19                          | Eddie Johnson, USA                     |
| JBW-Maserati                                                     | 36                          | Brian Naylor, Storbritannien           |
| Jean Behra (Behra-Porsche-Porsche)                               | 12                          | Jean Behra, Frankrike                  |
| Jean Lucienbonnet (Cooper-Climax)                                | 14                          | Jean Lucienbonnet, Frankrike           |
| Jim Robbins (Kurtis Kraft-Offenhauser)                           | 15                          | Don Freeland, USA                      |
| John Fisher (Lotus-Climax)                                       | 44                          | Bruce Halford, Storbritannien          |
| John R Wills (Epperly-Offenhauser)                               | 1                           | Tony Bettenhausen, USA                 |
| John Zink (Watson-Offenhauser)                                   | 64                          | Pat Flaherty, USA                      |
| John Zink (Moore-Offenhauser)                                    | 74                          | Bob Veith, USA                         |
| Kalamazoo Sports Inc (Watson-Offenhauser)                        | 73                          | Dick Rathmann, USA                     |
| Karl Hall (Kurtis Kraft-Offenhauser)                             | 71                          | Chuck Arnold, USA                      |
| LeRoy E Foutch Jr (Kurtis Kraft-Offenhauser)                     | 87                          | Red Amick, USA                         |
| Leader Cards Inc (Watson-Offenhauser & Kurtis Kraft-Offenhauser) | 1, 5                        | Rodger Ward, USA                       |
| Lindsey Hopkins (Watson-Offenhauser)                             | 16                          | Jim Rathmann, USA                      |
| Lotus-Climax                                                     | 10, 12, 15, 20, 34          | Innes Ireland, Storbritannien          |
| Lotus-Climax                                                     | 11, 14, 16, 18, 28, 32, 40  | Graham Hill, Storbritannien            |
| Lotus-Climax                                                     | 11, 30                      | Alan Stacey, Storbritannien            |
| Lotus-Climax                                                     | 42                          | Pete Lovely, USA                       |
| Lysle Greenman (Kuzma-Offenhauser)                               | 53                          | Bill Cheesbourg, USA                   |
| Monte Carlo Auto Sport (Maserati)                                | 56                          | André Testut, Frankrike                |
| Norman C Demler (Epperly-Offenhauser)                            | 99                          | Paul Goldsmith, USA                    |
| OSCA (Cooper-Osca)                                               | 14                          | Alejandro de Tomaso, Italien           |
| Ottorino Volonterio (Maserati)                                   | 28                          | Giulio Cabianca, Italien               |
| Peter Schmidt (Kuzma-Offenhauser)                                | 44                          | Eddie Sachs, USA                       |
| Phil Cade (Maserati)                                             | 22                          | Phil Cade, USA                         |
| Porsche (Behra-Porsche-Porsche)                                  | 4                           | Maria Teresa de Filippis, Italien      |
| Porsche                                                          | 6, 14                       | Wolfgang von Trips, Tyskland           |
| R R C Walker (Cooper-Climax)                                     | 4, 7, 11, 14, 30            | Stirling Moss, Storbritannien          |
| R R C Walker (Cooper-Climax)                                     | 5, 6, 8, 10, 14, 16, 18, 32 | Maurice Trintignant, Frankrike         |
| R T Marley Sr (Kuzma-Offenhauser)                                | 88                          | Gene Hartley, USA                      |
| Racing Associates (Lesovsky-Offenhauser)                         | 3                           | Johnny Thomson, USA                    |
| Ray Crawford (Elder-Offenhauser)                                 | 49                          | Ray Crawford, USA                      |
| Ray T Brady (Kurtis Kraft-Offenhauser)                           | 58                          | Jim McWithey, USA                      |
| Reg Parnell (Cooper-Climax)                                      | 58                          | Henry Taylor, Storbritannien           |
| Reg Parnell (Cooper-Climax)                                      | 66                          | Tim Parnell, Storbritannien            |
| Roy McKay (Kurtis Kraft-Offenhauser)                             | 47                          | Chuck Weyant, USA                      |
| Scuderia Centro Sud (Cooper-Maserati)                            | 18                          | Mario Araujo de Cabral, Portugal       |
| Scuderia Centro Sud (Cooper-Maserati)                            | 18, 22, 42                  | Ian Burgess, Storbritannien            |
| Scuderia Centro Sud (Cooper-Maserati)                            | 20, 40                      | Colin Davis, Storbritannien            |
| Scuderia Centro Sud (Cooper-Maserati)                            | 24                          | Hans Herrmann, Tyskland                |
| Scuderia Centro Sud (Maserati)                                   | 36                          | Asdrúbal Bayardo, Uruguay              |
| Scuderia Centro Sud (Maserati)                                   | 38, 40                      | Fritz d'Orey, Brasilien                |
| Scuderia Ugolini (Maserati)                                      | 40, 54                      | Giorgio Scarlatti, Italien             |
| Scuderia Ugolini (Maserati)                                      | 42                          | Carel Godin de Beaufort, Nederländerna |
| Taylor-Crawley Racing Team (Cooper-Climax)                       | 16                          | George Constantine, USA                |
| United Racing Stable (Cooper-Climax)                             | 56                          | Bill Moss, Storbritannien              |
| Vanwall                                                          | 20                          | Tony Brooks, Storbritannien            |
| Wolcott Memorial Racing Team (Lesovsky-Offenhauser)              | 8                           | Len Sutton, USA                        |
| Yunick Glover & Lathrop (Kurtis Kraft-Offenhauser)               | 37                          | Duane Carter, USA                      |

## Slutställning förare 1959
| Placering | Förare! Stall       | Konstruktör        | Poäng                |      |
| --------- | ------------------- | ------------------ | -------------------- | ---- |
| 1         | Jack Brabham        | Cooper             | Cooper-Climax        | 34   |
| 2         | Tony Brooks         | Ferrari            |                      | 27   |
| 3         | Stirling Moss       | R R C Walker & BRP | Cooper-Climax & BRM  | 25,5 |
| 4         | Phil Hill           | Ferrari            |                      | 20   |
| 5         | Maurice Trintignant | R R C Walker       | Cooper-Climax        | 19   |
| 6         | Bruce McLaren       | Cooper             | Cooper-Climax        | 16,5 |
| 7         | Dan Gurney          | Ferrari            |                      | 13   |
| 8         | Joakim Bonnier      | BRM                |                      | 10   |
| 9         | Masten Gregory      | Cooper             | Cooper-Climax        | 10   |
| 10        | Rodger Ward         | Leader Cards Inc   | Watson-Offenhauser   | 8    |
| 11        | Jim Rathmann        | Lindsey Hopkins    | Watson-Offenhauser   | 6    |
| 12        | Johnny Thomson      | Racing Associates  | Lesovsky-Offenhauser | 5    |
| 13        | Innes Ireland       | Lotus              | Lotus-Climax         | 5    |
| 14        | Harry Schell        | BRM                |                      | 5    |
| 15        | Tony Bettenhausen   | John R Wills       | Epperly-Offenhauser  | 3    |
| 16        | Olivier Gendebien   | Ferrari            |                      | 3    |
| 17        | Paul Goldsmith      | Norman C Demler    | Epperly-Offenhauser  | 2    |
| 18        | Jean Behra          | Ferrari            |                      | 2    |
| 19        | Cliff Allison       | Ferrari            |                      | 2    |

## Slutställning konstruktörer 1959
| Placering | Konstruktör             | Poäng |
| --------- | ----------------------- | ----- |
| 1         | Cooper-Climax           | 40    |
| 2         | Ferrari                 | 32    |
| 3         | BRM                     | 18    |
| 4         | Watson-Offenhauser      | 8     |
| 5         | Lotus-Climax            | 5     |
| 6         | Lesovsky-Offenhauser    | 4     |
| 7         | Epperly-Offenhauser     | 3     |
| 8         | Aston Martin            | 0     |
| =         | Connaught-Alta          | 0     |
| =         | Cooper-Maserati         | 0     |
| =         | Cooper-Borgward         | 0     |
| =         | Cooper-Osca             | 0     |
| =         | Fry-Climax              | 0     |
| =         | JBW-Maserati            | 0     |
| =         | Maserati                | 0     |
| =         | Porsche                 | 0     |
| =         | Tec-Mec-Maserati        | 0     |
| =         | Vanwall                 | 0     |
| =         | Christensen-Offenhauser | 0     |
| =         | Dunn-Offenhauser        | 0     |
| =         | Elder-Offenhauser       | 0     |
| =         | Phillips-Offenhauser    | 0     |
| =         | KurtisKraft-Offenhauser | 0     |
| =         | Kuzma-Offenhauser       | 0     |
| =         | Moore-Offenhauser       | 0     |
| =         | Sutton-Offenhauser      | 0     |